# John Verhoek
John Verhoek (Leidschendam, 25 marzo 1989) è un ex calciatore olandese, di ruolo attaccante.

## Biografia
È fratello del calciatore Wesley Verhoek.

## Carriera
Ha iniziato la propria carriera nelle file del Dordrecht. Dopo due stagioni con il Dordrecht, nell'estate 2010 si è trasferito al Den Bosch. Dopo una prima parte di stagione molto positiva, con 12 reti in 18 presenze, il 26 gennaio 2011 è passato al Rennes, club francese con cui ha firmato un contratto di quattro anni e mezzo. Il 29 agosto 2011 si è trasferito in prestito all'ADO Den Haag. Rientrato al Rennes al termine della stagione, il 5 luglio 2012 si è trasferito in prestito al FSV Francoforte. L'11 giugno 2013 è stato ufficializzato il suo trasferimento a titolo definitivo al St. Pauli, con cui ha firmato un contratto triennale. Nel luglio 2016 si è trasferito a parametro zero all'Heidenheim. Nel luglio 2018 è stato ingaggiato a parametro zero dal Duisburg. Il 19 luglio 2019 è passato all'Hansa Rostock. Dopo quattro stagioni nelle file dell'Hansa Rostock, il 25 luglio 2023 ha risolto il proprio contratto. Rimasto svincolato, il giorno successivo è stato ingaggiato dall'Osnabrück.

## Statistiche

### Presenze e reti nei club
Statistiche aggiornate al 19 maggio 2024.
| Stagione             | Squadra              | Campionato           | Campionato | Campionato | Coppe nazionali | Coppe nazionali | Coppe nazionali | Coppe continentali | Coppe continentali | Coppe continentali | Altre coppe | Altre coppe | Altre coppe | Totale | Totale | Totale |
| Stagione             | Squadra              | Comp                 | Pres       | Reti       | Comp            | Pres            | Reti            | Comp               | Pres               | Reti               | Comp        | Pres        | Reti        | Pres   | Reti   |        |
| -------------------- | -------------------- | -------------------- | ---------- | ---------- | --------------- | --------------- | --------------- | ------------------ | ------------------ | ------------------ | ----------- | ----------- | ----------- | ------ | ------ | ------ |
| 2008-2009            | Dordrecht            | ED                   | 18+2       | 0+0        | KNVBB           | 0               | 0               | -                  | -                  | -                  | -           | -           | -           | 20     | 0      |        |
| 2009-2010            | Dordrecht            | E                    | 31         | 7          | KNVBB           | 2               | 1               | -                  | -                  | -                  | -           | -           | -           | 33     | 8      |        |
| Totale Dordrecht     | Totale Dordrecht     | Totale Dordrecht     | 51         | 7          |                 | 2               | 1               |                    | -                  | -                  |             | -           | -           | 53     | 8      |        |
| 2010-gen. 2011       | Den Bosch            | E                    | 17         | 10         | KNVBB           | 1               | 2               | -                  | -                  | -                  | -           | -           | -           | 18     | 12     |        |
| gen.-giu. 2011       | Rennes               | L1                   | 7          | 0          | CF+CDLL         | 1+0             | 0+0             | -                  | -                  | -                  | -           | -           | -           | 8      | 0      |        |
| 2011-2012            | ADO Den Haag         | E                    | 23         | 5          | KNVBB           | 2               | 0               | -                  | -                  | -                  | -           | -           | -           | 25     | 5      |        |
| 2012-2013            | FSV Francoforte      | 2BL                  | 32         | 10         | DFBP            | 2               | 0               | -                  | -                  | -                  | -           | -           | -           | 34     | 10     |        |
| 2013-2014            | St. Pauli            | 2BL                  | 25         | 5          | DFBP            | 1               | 0               | -                  | -                  | -                  | -           | -           | -           | 26     | 5      |        |
| 2014-2015            | St. Pauli            | 2BL                  | 29         | 4          | DFBP            | 2               | 0               | -                  | -                  | -                  | -           | -           | -           | 31     | 4      |        |
| 2015-2016            | St. Pauli            | 2BL                  | 16         | 2          | DFBP            | 1               | 0               | -                  | -                  | -                  | -           | -           | -           | 17     | 2      |        |
| Totale St. Pauli     | Totale St. Pauli     | Totale St. Pauli     | 70         | 11         |                 | 4               | 0               |                    | -                  | -                  |             | -           | -           | 74     | 11     |        |
| 2016-2017            | Heidenheim           | 2BL                  | 26         | 5          | DFBP            | 2               | 1               | -                  | -                  | -                  | -           | -           | -           | 28     | 6      |        |
| 2017-2018            | Heidenheim           | 2BL                  | 27         | 10         | DFBP            | 2               | 0               | -                  | -                  | -                  | -           | -           | -           | 29     | 10     |        |
| Totale Heidenheim    | Totale Heidenheim    | Totale Heidenheim    | 53         | 15         |                 | 4               | 1               |                    | -                  | -                  |             | -           | -           | 57     | 16     |        |
| 2018-2019            | Duisburg             | 2BL                  | 22         | 0          | DFBP            | 3               | 1               | -                  | -                  | -                  | -           | -           | -           | 25     | 1      |        |
| 2019-2020            | Hansa Rostock        | 3L                   | 26         | 5          | DFBP            | 1               | 0               | -                  | -                  | -                  | CMPA        | 4           | 6           | 31     | 11     |        |
| 2020-2021            | Hansa Rostock        | 3L                   | 31         | 12         | DFBP            | 1               | 0               | -                  | -                  | -                  | -           | -           | -           | 32     | 12     |        |
| 2021-2022            | Hansa Rostock        | 2BL                  | 32         | 17         | DFBP            | 2               | 0               | -                  | -                  | -                  | -           | -           | -           | 34     | 17     |        |
| 2022-2023            | Hansa Rostock        | 2BL                  | 28         | 2          | DFBP            | 1               | 0               | -                  | -                  | -                  | -           | -           | -           | 29     | 2      |        |
| Totale Hansa Rostock | Totale Hansa Rostock | Totale Hansa Rostock | 117        | 36         |                 | 5               | 0               |                    | -                  | -                  |             | 4           | 6           | 128    | 42     |        |
| 2023-2024            | Osnabrück            | 2BL                  | 12         | 0          | DFBP            | 1               | 0               | -                  | -                  | -                  | -           | -           | -           | 13     | 0      |        |
| Totale carriera      | Totale carriera      | Totale carriera      | 404        | 94         |                 | 25              | 5               |                    | -                  | -                  |             | 4           | 6           | 433    | 105    |        |